# Manengans
De manengans (Chenonetta jubata) is een eend uit de familie van de Anatidae. De vogel leeft wijdverspreid in Australië en Tasmanië. Het is de enige nog levende soort binnen het geslacht Chenonetta. Er is een soort bekend die uitstierf in 1870, namelijk de Nieuw-Zeelandse manengans (Chenonetta finschi). Zijn nauwste nog levende verwant is de ringtaling (Callonetta leucophrys).

## Kenmerken
De manengans wordt ongeveer 45 tot 51 cm lang. Ondanks zijn naam doet vermoeden, is dit geen echte gans, maar een eend.

## Leefwijze
Het zijn overwegend herbivoren die zich voeden met gras, kruiden en klaver. Soms nemen ze ook insecten op.